# Maestro di Olimpia
Il Maestro di Olimpia (fl. V secolo a.C.) è stato uno scultore greco antico a cui vengono attribuite le metope e la maggior parte delle statue dei due frontoni del tempio di Zeus a Olimpia, risalenti al V secolo a.C..

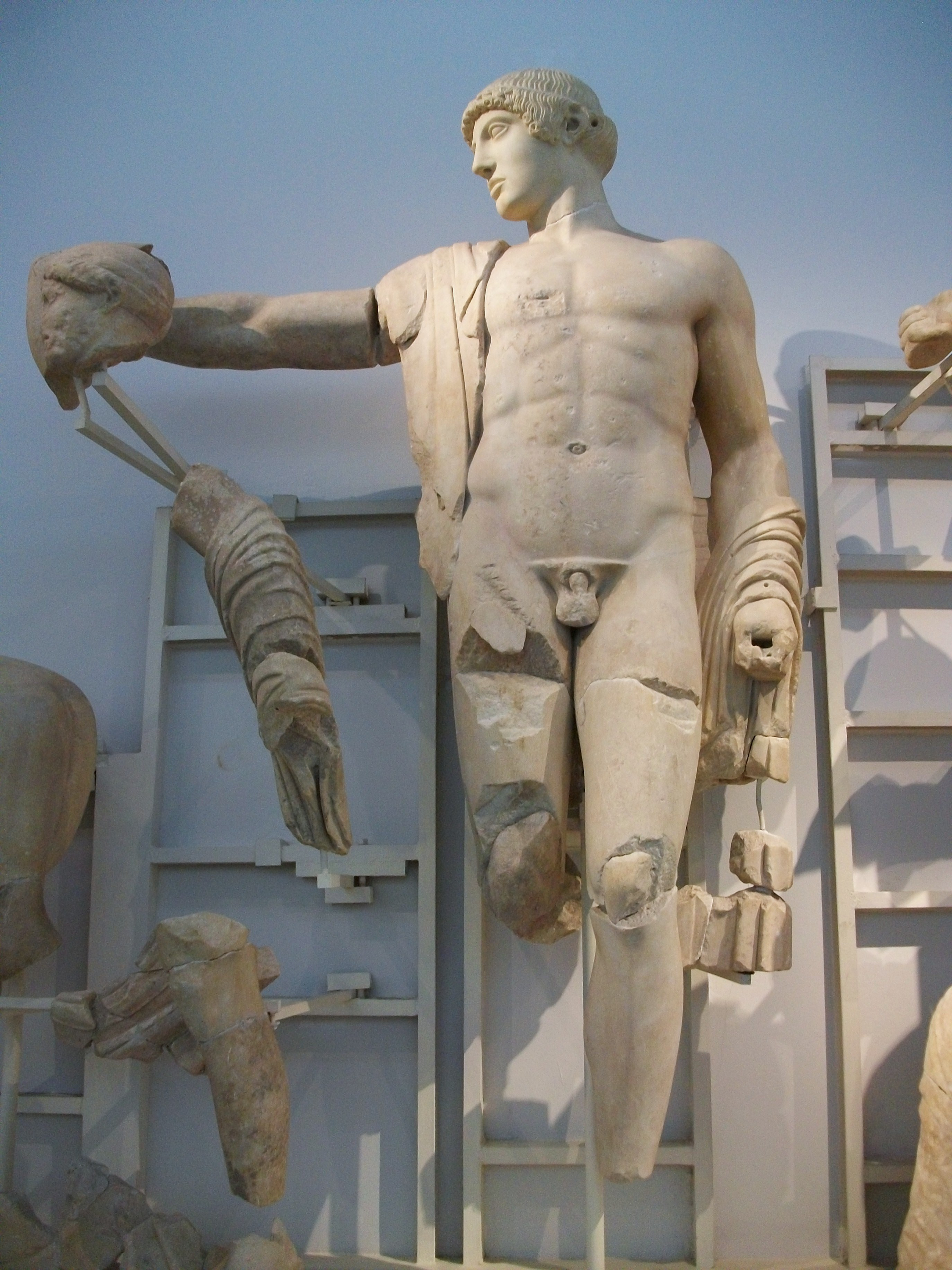
Apollo, scultura centrale del frontone occidentale del Tempio di Zeus, Museo archeologico di Olimpia

Nella sua bottega, molto ben organizzata, dava vita a sculture la cui caratteristica era lo studio dell'anatomia nei dettagli e di conseguenza la resa quasi realistica dei personaggi.